# Carlo II. Manfredi
Carlo II. Manfredi (* 1439 in Faenza; † 1484 in Neapel) war Herr von Faenza aus der Signoria der Manfredi.

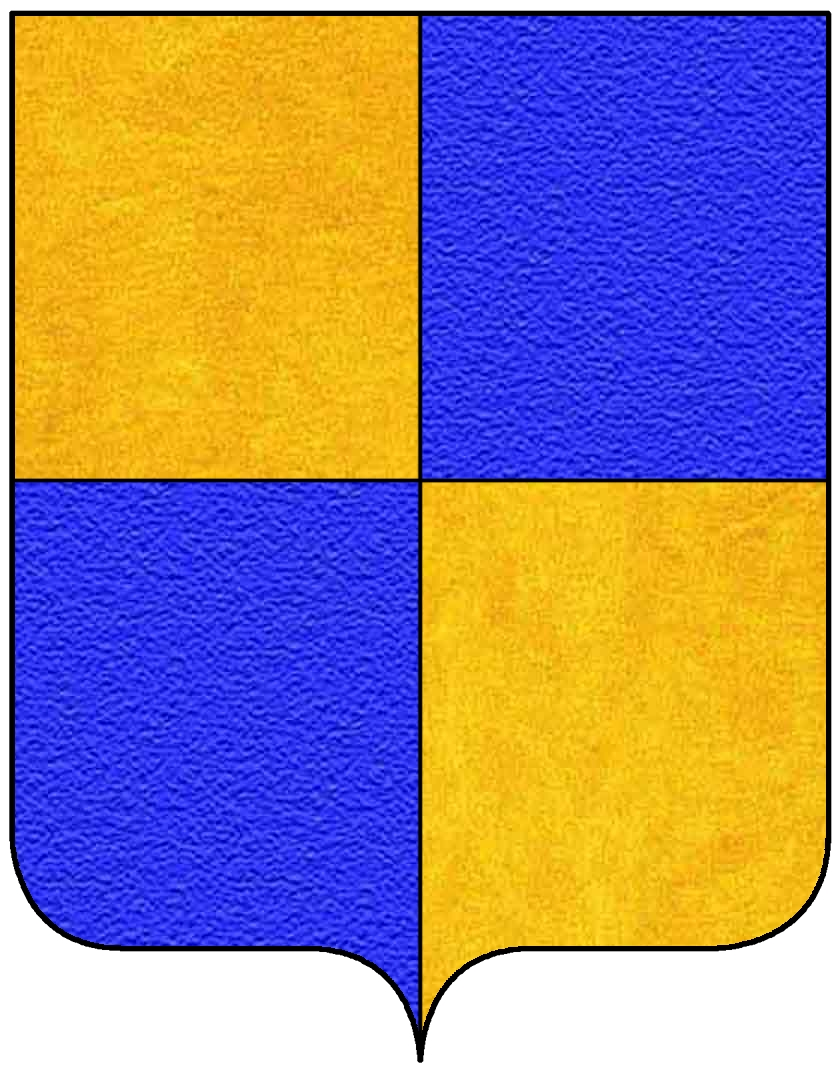
Wappen der Familie Manfredi

## Leben
Er wurde als Sohn von Astorre II. Manfredi und Giovanna Vestri, Tochter von Ludovico, Graf von Cunio geboren. Carlo hatte drei Brüder, Galeotto, Federico und Lancillotto, und zwei Schwestern.
Die Manfredi hatten die Kontrolle über Faenza, während ein zweiter Zweig der Familie, unter Guido Antonio, die Herrschaft über Imola erhielt. Dies verkomplizierte die Beziehung zwischen den beiden Zweigen und führte oft zu Kämpfen.
1452 traf er in Bologna mit seinem Vater und seinem Bruder Galeotto König Friedrich III. auf seinem Weg nach Rom und wurde bei dieser Gelegenheit zum Ritter geschlagen. Zwischen 1460 und 1461 hielt sich Carlo in Mailand am Hof der Sforza auf. 1462 kehrte er nach Faenza zurück, um mit seinem Vater und Bruder Galeotto in Richtung Meldola aufzubrechen. In einem Vertrag mit Papst Pius II. hatte er sich verpflichtet, die Malatesta unter dem Befehl von Federico da Montefeltro zu bekämpfen.
Als Astorre am 12. März 1468 verstarb, erbte Carlo die Herrschaft über Faenza. 1471 schloss Carlo einen Vertrag mit dem König von Neapel, Ferdinand I. von Aragon, und blieb auch in den folgenden Jahren in seinen Diensten.
Die Macht der Familie Manfredi wurde mit der Wahl seines Bruders Federico zum Bischof der Stadt gefestigt. Im Jahr 1471 heiratete er Costanza da Varano, die Tochter von Rodolfo da Varano, Herr von Camerino. Ein Jahr später wurde ihr einziger Sohn, Ottaviano, geboren. In den folgenden Jahren baute Carlo die Stadt nach einem Erdbeben wieder auf, erneuerte die Altstadt und vergrößerte den Mauerring. Der Höhepunkt war der Bau der neuen, von Giuliano da Maiano entworfenen Kathedrale. Aus lokalen Chroniken ist zu entnehmen, dass die Unzufriedenheit im Volk, auch wegen der Steuererhöhungen zur Umgestaltung des Stadtbildes, wuchs. Die Konzentration der Macht in den Händen der beiden Brüder führte 1476 zu einer Flucht seiner Brüder Galeotto und Lancillotto zunächst nach Ravenna, dann nach Forlì. Nachdem es zu einem Volksaufstand gegen den Papst und vor allem Bischof Federico gekommen war, übernahm im Jahr 1477 Galeotto, mit Unterstützung von Lorenzo il Magnifico, die Herrschaft über Faenza. Carlo flüchtete mit seinem Sohn und Gattin an den neapolitanischen Hof. Er verstarb 1484 in Neapel, wahrscheinlich an der Pest.